# Claudio Barrientos
Claudio Barrientos Negrón (Osorno, Región de Los Lagos, 10 de noviembre de 1936-Valdivia, 7 de mayo de 1982) fue un boxeador chileno que logró una medalla de plata en los Juegos Panamericanos de México 1955 y una medalla de bronce en los Juegos Olímpicos de Melbourne 1956.

## Biografía
En los Juegos Olímpicos de 1956 participó en la categoría peso gallo. Venció al polaco Stefaniuk y al brasileño Éder Jofre, pasando a semifinales. En esa instancia se enfrentó al sudcoreano Soon-Chung Song. Los jueces declararon vencedor a Song, pero los periodistas y especialistas señalaron que Barrientos había sido superior. Finalmente alcanzó la medalla de bronce junto al irlandés Frederick Gilroy. La medalla de oro finalmente la alcanzó el alemán Wolfgang Behrendt.
En el mundo del boxeo fue conocido como «el Tripa».
Claudio Barrientos Negrón murió en 1982, cuando solo tenía 45 años.

## Resultados olímpicos
- Libre en primera ronda.
- Venció a Zenon Stefaniuk (Polonia) por puntos.
- Venció a Eder Jofre (Brasil) por puntos.
- Perdió ante Song Soon-Chung (Corea del Sur) por puntos.